# Baltasar Civil
Baltasar Cívil (actiu a principis del segle XVIII) fou un adroguer, apotecari i síndic de la vila d’Esparreguera. És conegut especialment per la seva participació en la Junta de Braços de finals de juny i primer dies de juliol de 1713, durant la Guerra de Successió Catalana.
Segons el capbreu de 1705 d'Esparreguera, residia al carrer Gran de la vila i exercia de comerciant. Apareix documentat amb el càrrec de síndic d’Esparreguera i representant de la vila en el Braç Reial de la Junta de Braços, on consta amb el nom de "Balthasar Civil, adroguer, sýndich de la vila de Esparaguera", amb la procuració número 49.
La seva participació en aquesta assemblea és significativa: la Junta de Braços, convocada per la Generalitat de Catalunya després de la retirada de les tropes aliades, va ser el moment en què les institucions catalanes decidiren mantenir la resistència militar contra el rei Felip V i defensar les constitucions i llibertats del país.
En aquell context, els representants del Braç Reial com Cívil eren escollits entre prohoms locals de confiança, amb pes polític i social, coneixedors de les lleis i usos del país, i amb capacitat de decisió dins les seves comunitats.
Durant els últims mesos del conflicte, Esparreguera patí greus conseqüències de la guerra: la presència freqüent dels miquelets d'Ermengol Amill i altres guerrillers causà trasbalsos a la vila, i el maig de 1714 hi tingué lloc una batalla destacada que causà més de 300 morts.
La figura de Baltasar Cívil esdevé representativa del compromís d’alguns sectors del patriciat local català amb la resistència institucional davant l’absolutisme borbònic, i il·lustra el paper que també tingueren petites viles com Esparreguera en el conjunt de la defensa del país.